# Franz Josef Wothe

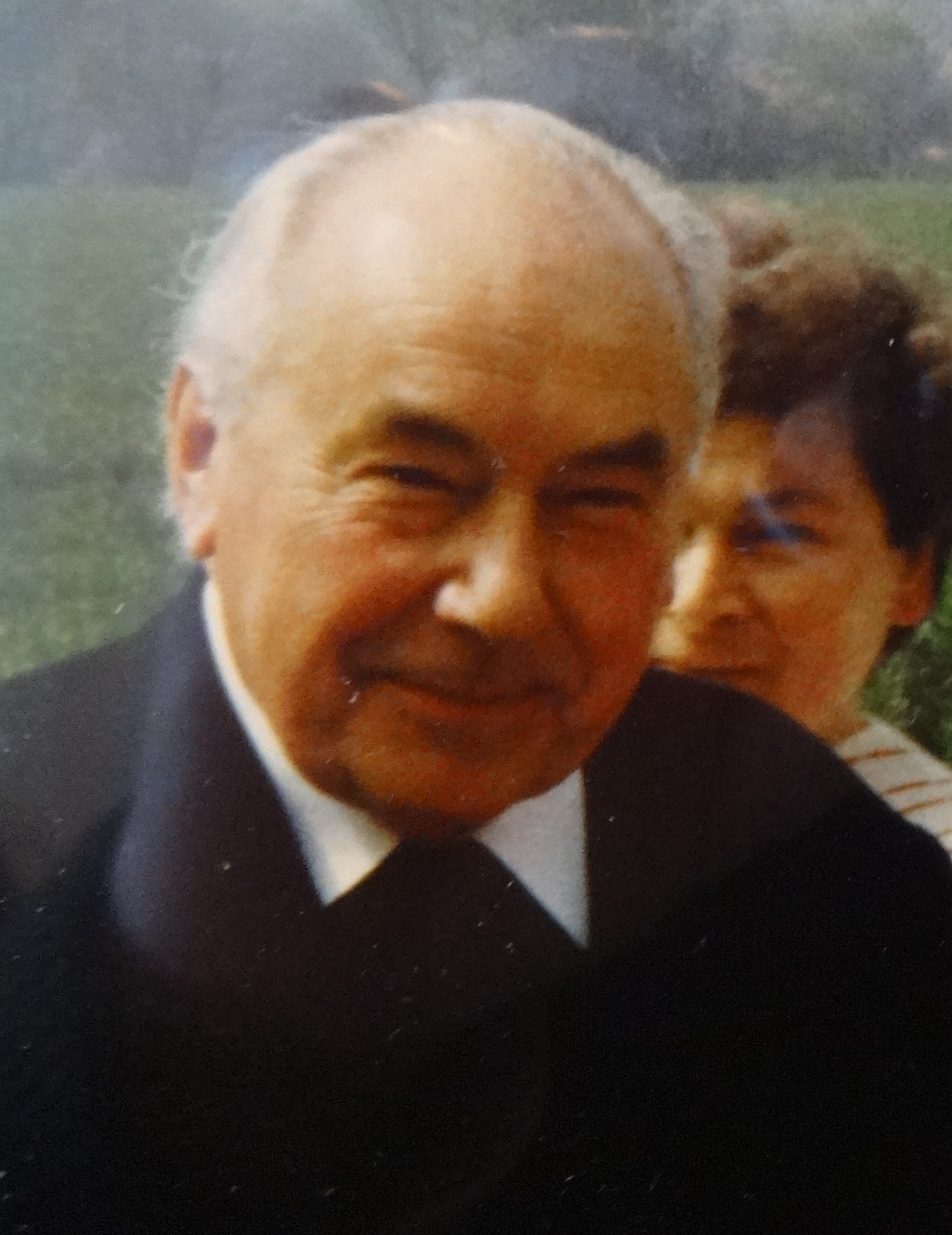
Franz Josef Wothe (um 1975)

Franz Josef Wothe (* 21. Oktober 1910 in Bottrop; † 27. August 1994 in Hildesheim) war ein katholischer Priester des Bistums Danzig und nach dem Krieg Apostolischer Visitator für die vertriebenen Danziger Katholiken. Er war Professor am Priesterseminar Hildesheim und Autor zahlreicher geistlicher und biografischer Publikationen.

## Leben
Franz Josef Wothe machte 1930 in Köln das Abitur, war seit 1932 Diözesanführer der Gruppe Kolpings Wandernde Gesellen (KWG) und Verbandssekretär des Katholischen Gesellenvereins im Bistum Rottenburg und studierte anschließend Philosophie und katholische Theologie in Köln, Bonn, Tübingen und München. 1937 erwarb er mit einer Arbeit über Adolph Kolping als Familienerzieher den Doktortitel (Dr. phil.). Danach stellte er sich in den Dienst des jungen Bistums Danzig und wurde am 9. März 1940 von Bischof Carl Maria Splett im Dom zu Oliva zum Priester geweiht. Er wurde Vikar an St. Nikolai in Danzig und 1941 Pfarradministrator, 1943 Pfarrer an der Herz-Jesu-Kirche in Danzig-Langfuhr. Zugleich war er Studentenseelsorger an der Technischen Hochschule.
Nach Kriegsende und Vertreibung ging Wothe zunächst nach Menden (Sauerland) im Erzbistum Paderborn, dann wieder nach Köln. Sogleich bemühte er sich um die Sammlung der Danziger Katholiken – 1947 Jugendtreffen auf der Burg Gemen – und setzte neben der Traditionspflege früh auch Versöhnungsakzente („Gemener Botschaft“). 1947 wurde er zum Generalsekretär des Internationalen Kolpingwerks gewählt. 1949 rief ihn der Bischof von Münster in seine Diözese und vertraute ihm soziale und Bildungsaufgaben an. In Münster war er 1952 Mitgründer der Zentralstelle der Danziger Katholiken. Als Bischof Splett nach Haft und Internierung 1958 nach Deutschland kam, ernannte er Wothe zum Konsistorialrat für das Bistum Danzig. Von 1957 bis 1960 war er als Religionslehrer am Gymnasium Adolfinum in Moers tätig. 1961 rief Bischof Heinrich Maria Janssen Wothe nach Hildesheim. Dort wirkte er als Professor für Pastoraltheologie am Priesterseminar und übernahm Aufgaben in der diözesanen Bildungsarbeit. Er publizierte zahlreiche Bücher und Zeitschriftenbeiträge. 1965 erhielt er den Titel Päpstlicher Geheimkämmerer, und nach dem Tod des Apostolischen Visitators Anton Behrendt 1968 wurde Franz Josef Wothe dessen Nachfolger. Sein Wahlspruch war Opera mea Regi („Meine Werke dem König“, Ps 45,2 , Vulgata). Das Amt hatte er bis zur Emeritierung 1985 inne. Auch danach setzte er sich für den Brückenschlag mit Polen ein.
Im Ruhestand machte Wothe die Erhaltung der Marienkapelle in Söder und die Belebung der Wallfahrt zu seinem Herzensanliegen.

## Schriften
- Katholizismus heute. Göttingen 1974.
- Kirche in der Synode. Hildesheim 1968.
- Männer sprechen mit Gott. Kevelaer 1968.
- Wortweisheit und Weltwahrheit. Zum 100. Todestag Adolf Kolpings, hrsg. im Auftrag des Internationalen Kolpingwerkes, Kolping-Verlag Köln 1965.
- Carl Maria Splett, Bischof von Danzig. Hildesheim 1965.
- In jener Zeit ist hier und heute. München 1964.
- Geistliche Notizen. Hildesheim 1962.
- Wilhelm Maxen. Hildesheim 1962.
- Die kirchliche Totenfeier. Kevelaer 1960.
- Kevelaer. Kevelaer 1960.
- Carl Mosterts – ein Leben für die Jugend. Kevelaer 1959.
- Haben unsere Organisationen eine Zukunft? Recklinghausen 1958.
- Am Himmel ein großes Zeichen. Recklinghausen 1954.
- Vater Kolping. Köln 1953.
- Die Kirche im deutschen Aufbruch. Gesammelte Aufsätze (Hrsg.), Bergisch Gladbach 1934.